# Liste der Stolpersteine in Freden (Leine)
Die Liste der Stolpersteine in Freden (Leine) enthält alle im Rahmen der Aktion des Künstlers Gunter Demnig verlegten Stolpersteine in der Gemeinde Freden (Leine) in Niedersachsen. In Freden wurden am 28. Juni 2010 zwei Stolpersteine verlegt. (Stand Mai 2019)

## Liste der Stolpersteine
| Bild                                         | Person, Inschrift                                                                                             | Adresse                 | Verlegedatum  | Anmerkung |
| -------------------------------------------- | --- | ----------------------- | ------------- | --- |
| Stolperstein Agnes Rosenthal (Freden)        | Hier wohnte Agnes Rosenthal Jg. 1902 deportiert 1942 Ghetto Warschau Auschwitz ermordet 1943                  | Winzenburger Straße 9 ⊙ | 28. Juni 2010 | Agnes Rosenthal wurde am 13. November 1902 in Freden geboren. Am 26. März 1942 wurde sie verhaftet und war im Sammellager in Hannover-Ahlem inhaftiert. Am 31. März 1942 erfolgte ihre Deportation in das Warschauer Ghetto. Sie hatte, nachdem sie bis 1918 die Höhere Mädchenschule in Alfeld besuchte, in der Winzenburger Straße 1a im ehemaligen „Doktorhof“ gewohnt und dort mit ihrer Familie ein Textilgeschäft betrieben. Zuletzt lebte sie bis zu ihrer Deportation zusammen mit Henny-Sara Goldschmidt im „Rosenthalschen Haus“. |
| Stolperstein Henny-Sara Goldschmidt (Freden) | Hier wohnte Henny-Sara Goldschmidt geb. Seligmann Jg. 1880 gedemütigt/entrechtet Flucht in den Tod 10.11.1942 | Winzenburger Straße 9 ⊙ | 28. Juni 2010 | Henny-Sara Goldschmidt lebte mit ihrem Mann Albert in der Kainestr. 127, wo er einen Vieh- und Fellhandel betrieb. 1935 verstarb Albert Goldschmidt und die Familie verkaufte das Geschäft 1938. Henny-Sara Goldschmidt musste das Haus 1940 verlassen und lebte dann mit Agnes Rosenthal im „Rosenthalschen Haus“. Am 10. November 1941 nahm sie sich selbst das Leben. Sie wurde am 18. März 1880 in Ronnenberg geboren und erhielt den Namen Henriette Seligmann. 1906 heiratete sie Albert Goldschmidt. Seit 1938 musste sie aufgrund der nationalsozialistischen Namensänderungsverordnung wie die meisten jüdischen Frauen den zusätzlichen Vornamen Sara führen. Der Zusatzname wurde aufgrund des alliierten Kontrollratsgesetzes Nr. 1 wieder gestrichen. Beide Vornamensänderungen wurden 1938 und 1947 in das Ronnenberger Geburtsregister eingetragen. |